# На Тенаре
«На Тенаре» (др.-греч. Ἐπιταινάριοι) — сатировская драма древнегреческого драматурга Софокла на тему мифов о Геракле, текст которой почти полностью утрачен.
Точных данных о сюжете пьесы нет, так как сохранился только набор мелких фрагментов неясного содержания. По данным ряда источников, Геракл именно на мысе Тенар в Лаконике спустился в Аид, чтобы по приказу Еврисфея привести оттуда Кербера; соответственно многие учёные отождествляют «На Тенаре» с трагедией того же автора «Геракл», текст которой тоже почти полностью утрачен. Название «Кербер», фигурирующее в одном из источников, может относиться к той же пьесе.